# Aslı Tandoğan
Aslı Tandoğan es una actriz turca conocida por haber interpretado a Lamia Sönmez en la serie Dudaktan kalbe y a Gevherhan Sultan en la serie Muhteşem Yüzyıl Kösem "Bağdat Fatihi IV.Murad.

## Biografía
Es hija de Cumhur Tandoğan.
Estudió en la Universidad de Hacettepe.
El 19 de junio de 2013 se casó con Cahit Tan Yeşilada, y en el 2013 la pareja le dio la bienvenida a su primer hijo, Atlas Yeşilada.

## Carrera
En 2007 se unió al elenco principal de la serie Dudaktan kalbe donde dio vida a Lamia Sönmez, hasta el final de la serie en el 2009.
En el 2011 interpretó a Yakut en la serie Zehirli Sarmasik, hasta el final de la serie ese mismo año.
Ese mismo año apareció en la serie Behzat Ç.: Bir Ankara Polisiyesi donde interpretó a Gazeteci Ilgın.
En 2012 apareció en la primera temporada de la serie Bir Zamanlar Osmanlı donde interpretó a Canseza.
En el 2016 se unió al elenco principal de la segunda temporada de la popular serie turca Muhteşem Yüzyıl Kösem: "Muhteşem Yüzyıl Kösem "Bağdat Fatihi IV.Murad" donde interpreta a la princesa Gevherhan Sultan, la hija de hermana del Sultán Ahmed I (Ekin Koç) y de Kösem Sultan (Beren Saat) y hermana del Sultán Murad IV y del Sultán Osman II, así como de los príncipes Şehzade Mehmed, Şehzade Bayezid, Şehzade İbrahim, Şehzade Kasim y las princesas Ayşe Sultan, Atike Sultan y Fatma Sultan, hasta el 2017 después de que su personaje se quitara la vida por amor. Anteriormente el personaje de la princesa Gevherhan fue interpretada por la actriz Çağla Naz Kargı de niña.

## Filmografía

### Televisión
| Año       | Título                | Personaje         |
| --------- | --------------------- | ----------------- |
| 2007-2009 | Dudaktan Kalbe        | Lamia Sönmez      |
| 2009-2010 | Kapalıçarşı           | Diyar Keskin      |
| 2013      | A.Ş.K.                | Şebnem Vural      |
| 2016      | Oyunbozan             | Selin             |
| 2016      | Melek ile Serhat      | Melek             |
| 2016-2017 | Muhteşem Yüzyıl Kösem | Sultana Gevherhan |
| 2018      | Yuvamdaki Düşman      | Yasemin Çifthanlı |

### Películas
- Kabadayı (2007)
- Behzat Ç. Ankara Yanıyor (2013)
- Kendime İyi Bak (2014)
- Git Başımdan (2015)

### Teatro
Bütün Çılgınlar Sever Beni